# 泽纳塔
泽纳塔（柏柏尔语：ⵉⵣⵏⴰⵜⵏ；阿拉伯语：‎），又译扎纳塔、宰那泰，是一群北非柏柏尔部落的统称。泽纳塔部落成员的生活方式并不统一，游牧和定居者兼有。
在阿拉伯人征服北非之前，泽纳塔部落最早分布在突尼斯和的黎波里塔尼亚之间的地区，后来逐渐向西迁移到今日阿尔及利亚西部的提亚雷特和特莱姆森一带，部分部落进入了摩洛哥地区。泽纳塔部落在7世纪就皈依伊斯兰教，是众多柏柏尔部落中较早的一支。在倭马亚征服西班牙期间，许多部落民充当了哈里发的雇佣兵。
泽纳塔部落在摩洛哥历史上多次扮演至关重要的角色，许多王朝出自泽纳塔部落。10世纪，伊德里斯王朝衰落时，他们主导了摩洛哥政治，成为法蒂玛王朝和后倭马亚王朝在摩洛哥地区的代理统治者。13世纪至16世纪，阿尔及利亚的扎扬王朝、摩洛哥的马林王朝和瓦塔斯王朝都来自泽纳塔部落。
如今认为里夫山脉的摩洛哥柏柏尔人是泽纳塔部落的后裔。
西班牙语和葡萄牙语中有“jinete / ginete”一词，意为骑手，就来自泽纳塔部落之名。